# Oliver Volckart
Oliver Volckart (* 23. Februar 1964 in Bonn) ist ein deutscher Wirtschaftshistoriker.

## Leben
Oliver Volckart schloss 1991 ein Geschichts-Studium an der FU Berlin ab. 1995 wurde er – ebenfalls an der FU Berlin – in Geschichte promoviert. Seine Dissertation hatte ein wirtschaftshistorisches Thema. Von 1995 bis 2000 war Volckart Fellow am Max-Planck-Institut zur Erforschung von Wirtschaftssystemen in Jena. Nach Stationen als Dozent an der Universität Jena und an der Humboldt-Universität in Berlin lehrt Volckart seit 2007 an der London School of Economics.

## Publikationen (Auswahl)
- Die Münzpolitik im Ordensland und Herzogtum Preußen von 1370 bis 1550 (= Deutsches Historisches Institut Warschau. Quellen und Studien. 4). Harrassowitz, Wiesbaden 1996, ISBN 3-447-03841-1 (zugleich Dissertationsschrift an der FU Berlin 1995).
- Als Herausgeber: Frühneuzeitliche Obrigkeiten im Wettbewerb. Institutioneller und wirtschaftlicher Wandel zwischen dem 16. und 18. Jahrhundert (= Contributiones Jenenses. 5). Nomos, Baden-Baden 1997, ISBN 3-7890-5112-8.
- als Herausgeber: The Institutional Analysis of History (= Homo Oeconomicus. Band 21, Nr. 1, 2004 = Munich Institute of Integrated Studies, Gesellschaft für Integrierte Studien e.V. 53). Accedo, München 2002, ISBN 3-89265-054-3.
- Wettbewerb und Wettbewerbsbeschränkung im vormodernen Deutschland. 1000–1800 (= Die Einheit der Gesellschaftswissenschaften. 122). Mohr Siebeck, Tübingen 2002, ISBN 3-16-147690-5 (Zugleich: Jena, Universität, Habilitations-Schrift, 2000/2001).
- Wettbewerb und Wettbewerbsbeschränkung in Politik und Wirtschaft. Deutschland in Mittelalter und Früher Neuzeit (= Institutionelle und evolutorische Ökonomik. 19). Metropolis, Marburg 2002, ISBN 3-89518-394-6.